# Valère Billen
Valère Billen (23 novembre 1952) è un allenatore di calcio belga.

## Carriera

### Allenatore
Ha allenato per molti anni in vari club delle serie minori belghe, ricoprendo occasionalmente anche il ruolo di vice o di allenatore delle giovanili in club di prima divisione, fino al 2000, quando è diventato allenatore del Malines, nella prima divisione belga. Dopo un anno, nel 2001, si è trasferito in Costa d'Avorio per allenare il Satellite Abidjan, club della prima divisione locale, dove è rimasto fino al 2002. Nella seconda parte della stagione 2004-2005 ha allenato il Lokeren, nella prima divisione belga.
Nella stagione 2005-2006 viene ingaggiato come vice dall'Újpest, formazione della prima divisione ungherese; il 14 luglio 2006, in seguito alle dimissioni dell'allenatore Bertalan Bicskei, successive alla sconfitta per 4-0 in Coppa UEFA contro il Vaduz, viene promosso con un contratto di un anno ad allenatore. Nello stesso anno viene però esonerato. Nel 2007 allena invece il Sint-Truiden, club della prima divisione belga. Nella stagione 2008-2009 allena sempre in Belgio, al Dessel Sport, mentre dal 2009 al 2011 allena nelle giovanili del Beerschot, per poi allenare nuovamente nelle serie minori belghe, questa volta al Tienen. Dal 2012 al novembre del 2013 ha allenato la nazionale dello Swaziland, servendo per un breve periodo anche come allenatore della nazionale Under-20; in seguito, è tornato in patria ad allenare in serie minori.